# Катастрофа гелікоптера AgustaWestland AW169 у Лестері
Катастрофа гелікоптера AgustaWestland AW169 у Лестері — авіаційна катастрофа, що сталася 27 жовтня 2018 року, коли вертоліт розбився незабаром після зльоту з «Кінг Павер Стедіум», домашнього стадіону футбольного клубу «Лестер Сіті» (Лестер, Велика Британія). Загинуло п'ятеро людей, що знаходилися на борту, включаючи власника клубу Вішаї Шрівадданапрабха, трьох інших пасажирів і пілота.
Було підтверджено, що ніхто на борту літака не вижив, а гелікоптер не спричинив жодних наземних жертв.

## Опис
Вертоліт AgustaWestland AW169, реєстрація G-VSKP, с/н 69018, виготовлений у 2016 році. Вміщував 10 осіб і важив приблизно 4500 кг. Використовував два двигуни Pratt & Whitney Canada PW210A. Літак належав Фоксборо і управлявся Amadeus Aviation. Це була перша аварія за участю AW169.

## Історія польоту
Вішаї Шрівадданапрабха часто вирушав на матчі свого футбольного клубу «Лестер Сіті» на домашньому стадіоні «Кінг Павер Стедіум» на вертольоті. Leicester Mercury схарактеризував це як «знайоме видовище для фанів Лис». 27 жовтня Шрівадданапрабха як завжди вирушив на гелікоптері на матч «Лестер Сіті» в Прем'єр-лізі проти «Вест Гем Юнайтед» (1:1), вилетівши з Оттершо, Суррей, о 14:43 BST (13:43 за Гринвічем) і прибув на стадіон о 15:58 за британським літнім часом (14:58 за Гринвічем). Після закінчення гри, як зазвичай, вертоліт приземлився аби зібрати власника клубу. Вертоліт був помічений під час підготовки до зльоту телеканалом BT Sport, під час післяматчевої трансляції. На той момент деякий персонал «Лестер Сіті»  і гравці ще були на стадіоні, а також там залишилися вболівальники обох клубів.

## Аварія
З Шрівадданапрабха, пілотом і трьома людьми на борту, вертоліт злетів з території стадіону незадовго до аварії о 20:30 за британським літнім часом (19:30 за Гринвічем). Майже відразу після виходу зі стадіону, вертоліт увійшов у штопор і впав на землю. Свідок стверджував, що відмова хвостового ротора стало причиною аварії, інший очевидець заявив що гвинтокрил впав «як камінь на підлогу». Вертоліт ударився об землю на парковці стадіону, близько 200 метрів (200 ярд) від стадіону. Потім уламки загорілись. Двоє співробітників поліції намагалися врятувати тих, хто був у гелікоптері, але їм довелося відступити через високу температуру і полум'я.
На наступний день поліція Лестершира підтвердила, що усі люди, що знаходились на борту, загинули в результаті аварії і подальшої пожежі, назвавши імена п'ятьох загиблих.

## Розслідування
Відділ розслідування авіаційних подій розпочав розслідування аварії. Цифровий реєстратор польотних даних був відновлений 28 жовтня, оскільки він був серйозно пошкоджений у вогні. Він був доставлений у Фарнборо, Гемпшир, для завантаження даних, що містяться в ньому. Уламки гелікоптера планувалось доставити в Фарнборо до 2 листопада.

## Наслідки
Матч жіночого чемпіонату Англії між «Лестер Сіті» і «Манчестер Юнайтед», запланований на наступний день після аварії, було відкладено з поваги до жертв. Матч жіночої резервної ліги проти «Дербі Каунті» також був відкладений. Матч чоловічої команди «Лестер Сіті» у Кубку Футбольної ліги проти «Саутгемптона», який був запланований на стадіоні «Кінг Павер Стедіум» на вівторок 30 жовтня, і матчі Міжнародного кубка Прем'єр-ліги між «Лестер Сіті U-23» і «Феєнордом U-23», згодом також були відкладені. Також матч другого дивізіону чемпіонату Бельгії між «Ауд-Геверле», іншого футбольного клубу, що належав Вішаї Шрівадданапрабха, і «Ломмеля» було відкладено.
Фанати почали покладати квіти і футбольні майки на землю на наступний ранок. Використовувалась і атрибутика інших команд, включаючи «Вест Гем Юнайтед», суперника «Лестер Сіті» у матчі напередодні аварії. На інших футбольних матчах Прем'єр-ліги у неділю гравці носили чорні нарукавні пов'язки.
30 жовтня «Лестер Сіті» відкрив книгу співчуттів, онлайн-версія якої також стала доступна для охочих. Відразу ж після аварії, деякі будівлі були освітлений синім, як данина пам'яті жертвам. Зокрема підсвічувався «Ештон Гейт», стадіон клубу «Бристоль Сіті», а також національний стадіон Англії «Вемблі».